# Балай (посёлок)
Балай — посёлок в Уярском районе Красноярского края России, центр Балайского сельсовета.

## История
До Октябрьской революции входил в Уярскую волость, Канский уезд, Енисейская губерния
.

## География
Село находится у небольшой речки левого притока реки Балай.
Уличная сеть
В посёлке 12 улиц: Горького, Железнодорожная, Заводская, Карла Маркса, Комсомольская, Ленина, Мира, Новая, Октябрьская, Пушкина, Советская, Трактовая.
Географическое положение
Находится в 78 километрах от Красноярска и в 21 километрах от Уяра.

## Население
| 2010 |
| ---- |
| 1324 |

## Известные жители
Головкин, Владимир Константинович (1881 — 9 декабря 1937) — русский советский военный деятель, преподаватель, филателист-исследователь.
Гусаров, Дмитрий Фёдорович (1912 — 11 октября 1942) — капитан-лейтенант, командир подводной лодки Л-16 ТОФ, погибшей от торпеды неизвестной подводной лодки недалеко от Сан-Франциско 11 октября 1942 года. Уроженец села Балай Уярского района Красноярского края.

## Инфраструктура
- школа
- детский сад
- библиотека
- ж/д станция Балай; в 2016 открыт новый современный пешеходный мост через железнодорожные пути пути[4]
- аэродром

## Транспорт
Автодорога местного значения. Подъездная дорога к федеральной трассе Р-255 Сибирь.
Железная дорога (старый ход Транссиба). Воздушный транспорт.